# Sabulodes striata
Sabulodes striata är en fjärilsart som beskrevs av Frederick H. Rindge 1978. Sabulodes striata ingår i släktet Sabulodes och familjen mätare. Inga underarter finns listade.